# Silver Jubilee Bridge
Il Silver Jubilee Bridge è un ponte ad arco con piano stradale sospeso che attraversa il fiume Mersey e il canale marittimo di Manchester ed unisce le località di Runcorn e Widnes, nel Borgo di Halton. Il ponte è registrato nella National Heritage List for England come monumento classificato di Grado II.

## Storia
Fino al 1868, quando fu aperto il ponte ferroviario di Runcorn, l'unico mezzo per attraversare il Mersey a Runcorn Gap era il guado o il traghetto. Il ponte più vicino era a Warrington. Nel 1905 venne così aperto al traffico il ponte trasportatore Widnes-Runcorn . Col passare del tempo e l'aumento dei volumi di traffico la struttura divenne inadeguato e nel 1946 il Ministero dei Trasporti acconsentì a sostituire il ponte trasportatore quando fossero stati disponibili fondi sufficienti.
La prima fase dei lavori costruzione iniziò il 25 aprile 1956. La costruzione vera e propria del ponte stesso iniziò nel marzo 1958, mentre le campate laterali furono completate nel novembre 1959. L'arco principale fu completato nel novembre 1960. Dal febbraio 1960 iniziarono a costruire le rampe d'accesso e viadotti su entrambe le sponde del fiume; la lunghezza totale del viadotto costruito era di 480 m. Gli accessi sul lato di Runcorn hanno bloccato il Bridgewater Canal a Waterloo Bridge e la linea di chiuse che scendeva al Mersey venne colmata. Il ponte fu ufficialmente inaugurato con il nome di Ponte Runcorn-Widnes dalla principessa Alexandra il 21 luglio 1961. Fin dalla creazione è sempre stato dipinto in una leggera tonalità di verde.
Nel 1975-77 la carreggiata fu ampliata, dopodiché al ponte fu ribattezzato con il nome attuale in onore del Giubileo d'argento della regina Elisabetta II. Percorso dalla strada A533, dispone anche di un marciapiede a sbalzo. La struttura è stata chiusa al traffico per lavori di ristrutturazione all'apertura del nuovo Mersey Gateway Bridge, ma è stato riaperto come ponte a pedaggio nel febbraio 2021.

## Descrizione
L'arcata principale è lunga 330 m e ogni arco laterale misura 76 m. Durante la sua costruzione sono stati utilizzati 720.000 rivetti. La sua altezza sul letto del fiume è di 87 m, mentre l'altezza sopra il canale marittimo è di 24 m. Durante la sua costruzione sono state utilizzate 5.900 tonnellate di acciaio e 7.500 tonnellate di calcestruzzo. Il ponte richiede una riverniciatura costante. Ad ogni ritinteggiatura si utilizzano 27.300 litri di vernice. Sul lato di Runcorn i viadotti di avvicinamento sono lunghi 328 m, mentre sul lato di Widnes 152 m. Il costo per la costruzione del ponte è stato complessivamente di 2.433.000£. Al momento della sua costruzione aveva la terza campata in acciaio più lunga del mondo. Aveva la portata veicolare più lunga del paese, ma questo record è stato mantenuto solo per poche settimane fino al completamento del Tamar Bridge. Nel 2001 era il decimo ponte ad arco in acciaio più lungo al mondo, e quel tempo mancavano solo 20 cm per avere la campata più grande d'Europa.